# Chaetobranchus
Chaetobranchus là một chi nhỏ bao gồm các loài cá trong Họ Cá hoàng đế. Chúng phân bố ở Nam Mỹ trong các lưu vực sông Amazon, Orinoco và các sông ở Guianas.

## Các loài
Hiện có hai loài được công nhận trong chi này:
- Chaetobranchus flavescens Heckel, 1840
- Chaetobranchus semifasciatus Steindachner, 1875